# Därstetten
Därstetten je obec v okrese Frutigen-Niedersimmental v kantonu Bern ve Švýcarsku. Žije zde 848 obyvatel.

## Geografie
Därstetten se nachází v údolí Simmental, tedy pohoří Berner Oberland v Alpách, jižně od masivu Gantrisch (2176 m n. m.). Na východní hranici obce se nachází také Stockhorn (2190 m n. m.). Obcí protéká řeka Simme. Sousedními obcemi ve směru hodinových ručiček od severu jsou Pohlern, Oberstocken, Erlenbach im Simmental, Diemtigen, Oberwil im Simmental, Rüschegg, Rüeggisberg a Blumenstein.

## Historie

Údolí Simmental u Därstettenu (1940)

Nejstarší známkou lidské přítomnosti je neolitický nález. V centru svého panství založili šlechtici z Weissenburgu na pravém břehu Simme pravděpodobně ve 3. čtvrtině 12. stol. augustiniánský kanonický klášter Därstetten (potvrzen k roku 1228). V roce 1368 je jako patroni vystřídali jejich dědicové z rodu von Brandis. Ve 13. a 14. století klášter zvětšoval své majetky, zejména v údolí Simmental a Diemtigtal, a to prostřednictvím darů od šlechty (včetně Raronu a Weissenburgu) a nákupem majetku od místních obyvatel. Klášterní kostel a kostel Leutkirche (románský, od 13. století různě upravovaný) s patrociniem Panny Marie byl baronským pohřebištěm. Probošt a jeden nebo dva kanovníci byli zodpovědní za pastoraci v Därstettenu, Weissenburgu a Oberwilu im Simmental (církevní právo získáno v roce 1326). Město Bern, od roku 1439 v držení panství Weissenburg, připojilo v roce 1486 proboštství proti své vůli ke klášteru svatého Vincence v Bernu. Majetek spravovala kapitula Niedersimmental. Farním kostelem se stal až po reformaci v roce 1528.
S výstavbou železniční trati Spiez–Zweisimmen (1902) se kolem stanice Därstetten a zastávky Weissenburg rozvinula centra osídlení. Od roku 1980 se zvýšila stavební činnost na slunných místech a Därstetten se stal také oblíbenou rekreační obcí.

## Obyvatelstvo

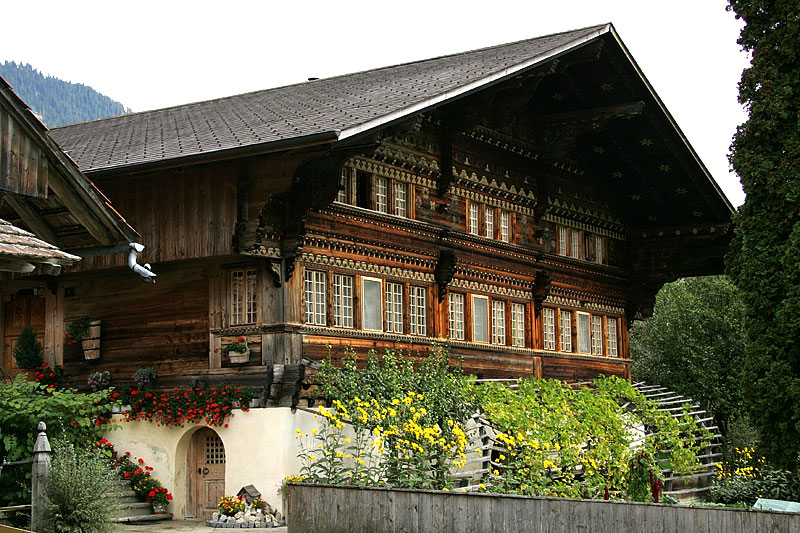
Tradiční architektura (Knuttihaus) v obci

| Vývoj počtu obyvatel | Vývoj počtu obyvatel | Vývoj počtu obyvatel | Vývoj počtu obyvatel | Vývoj počtu obyvatel | Vývoj počtu obyvatel | Vývoj počtu obyvatel | Vývoj počtu obyvatel | Vývoj počtu obyvatel | Vývoj počtu obyvatel | Vývoj počtu obyvatel | Vývoj počtu obyvatel | Vývoj počtu obyvatel | Vývoj počtu obyvatel | Vývoj počtu obyvatel | Vývoj počtu obyvatel | Vývoj počtu obyvatel | Vývoj počtu obyvatel | Vývoj počtu obyvatel |
| -------------------- | -------------------- | -------------------- | -------------------- | -------------------- | -------------------- | -------------------- | -------------------- | -------------------- | -------------------- | -------------------- | -------------------- | -------------------- | -------------------- | -------------------- | -------------------- | -------------------- | -------------------- | -------------------- |
| Rok                  | 1764                 | 1850                 | 1860                 | 1870                 | 1880                 | 1888                 | 1900                 | 1910                 | 1920                 | 1930                 | 1941                 | 1950                 | 1960                 | 1970                 | 1980                 | 1990                 | 2000                 | 2010                 |
| Počet obyvatel       | 535                  | 1046                 | 921                  | 979                  | 975                  | 942                  | 897                  | 831                  | 832                  | 841                  | 878                  | 885                  | 900                  | 887                  | 759                  | 854                  | 879                  | 834                  |

## Hospodářství
V 16. století přešli sedláci od samozásobitelství k exportnímu chovu dobytka v údolí a hospodaření na alpských pastvinách; obilí se nakupovalo. Obec je dosud typicky zemědělská, žije z chovatelství, mlékárenství, lesního a vysokohorského hospodářství, různorodého drobného podnikání (stavebnictví, zpracování dřeva) a místní rekreační turistiky (rekreační byty).

## Doprava
Obcí prochází železniční trať Spiez–Zweisimmen (provozovaná společností BLS AG) se stanicí Därstetten a zastávkou Weissenburg. Místní dopravu v údolí Simmental zajišťují autobusy Postauto.